# Francisco Lorente Mansilla
Francisco Lorente Mansilla ( Alustante, 17 februari 1941 - Salou, 10 maart 2002) was een Spaanse ambtenaar van het "Cuerpo Superior de Inspectores de Trabajo y Seguridad Social" (Te vergelijken met inspecteur zijn van het ministerie van Volksgezondheid en Werk).   
In 1981 werd hij benoemd tot Gouverneur van Tarragona, dit was het gekozen regeringsmodel na dat Spaanse dictator   overleed en tijdens de Spaanse democratische overgang. 

## Biografie
Hij werd geboren op 17 februari 1941 in Alustante, een kleine dorp die behoort tot de regio Señorío de Molina in de provincie Guadalajara . Hij was de derde zoon van Máxima Mansilla en Restituto Fernando Lorente, boer en koeien handelaar. Zijn oudere broer heette Alfredo, toen arriveerde Ruper (zijn tweelingzus), en zijn zus Laura was de jongste van het gezin.
In 1950 kochten zijn ouders enkele stallen voor muilezels in Calatayud en het hele gezin verhuisde naar die stad. Hij zal daar blijven om zijn hoog onderwijs diploma te halen, waarna Francisco naar Valencia verhuist om rechten te studeren aan de Universiteit van Valencia . Hij behaalde een diploma rechten in 1967 en datzelfde jaar slaagde hij voor de "oposiciones" (Dat zijn land tests waarbij kandidaten worden gerangschikt op basis van hun cijfers en/of percentiel en vervolgens worden de beste kandidaten geselecteerd) voor technisch inspecteur van de Nationale Arbeidsinspectie. Eind 1969 werd hij benoemd tot hoogleraar aan de afdeling Sociologie aan de Sociale School van Tarragona, hoewel hij slechts één academiejaar als leraar werkte.
Als arbeidsinspecteur ging hij in 1970 aan boord van de Augustus -stoomboot als arbeidsadviseur voor Spaanse emigranten die naar Argentinië reisden. Vervolgens voltooide hij zijn opleiding door af te studeren in arbeidsrecht aan de universiteit van Triëst en volgde hij ook verschillende specialisatiecursussen in Den Haag en Beiroet . Zijn verblijf in de laatste plaats viel samen met de Israëlische inval in Syrië en Libanon in september 1972.
In oktober 1974 trouwde hij met Ilonka Monique Marie Helene van Berge Henegouwen van Lent, een Nederlandse PABO Pedagogische Academie Basis Onderwijs student die hij in mei 1973 ontmoette toen ze als au pair in Spanje werkte. Ze verhuizen naar Salou, waar ze hun huis zullen vestigen en hun twee dochters zullen worden geboren: Sylvia en Andrea.
In 1976 ontving hij de gouden medaille voor Mérito Profesional voor zijn voorbeeldige gedrag bij de uitvoering van zijn functie. Zijn prestaties op het gebied van arbeid zullen er ook toe leiden dat hij op 29 december 1978 wordt benoemd tot "Delegado de Trabajo" (Gerelateerd aan het ministerie van werk) van Tarragona, waar hij zal opvallen door zijn bemiddelingswerk tussen werkgevers en werknemers. Op 17 oktober 1980 werd hij benoemd "Delegado de Trabajo" voor Zaragoza, de stad waar hij zou blijven werken tot zijn benoeming tot Gobernador Civil van de provincie Tarragona op 24 juli 1981 tijdens de UCD -regering onder voorzitterschap van Leopoldo Calvo-Sotelo .

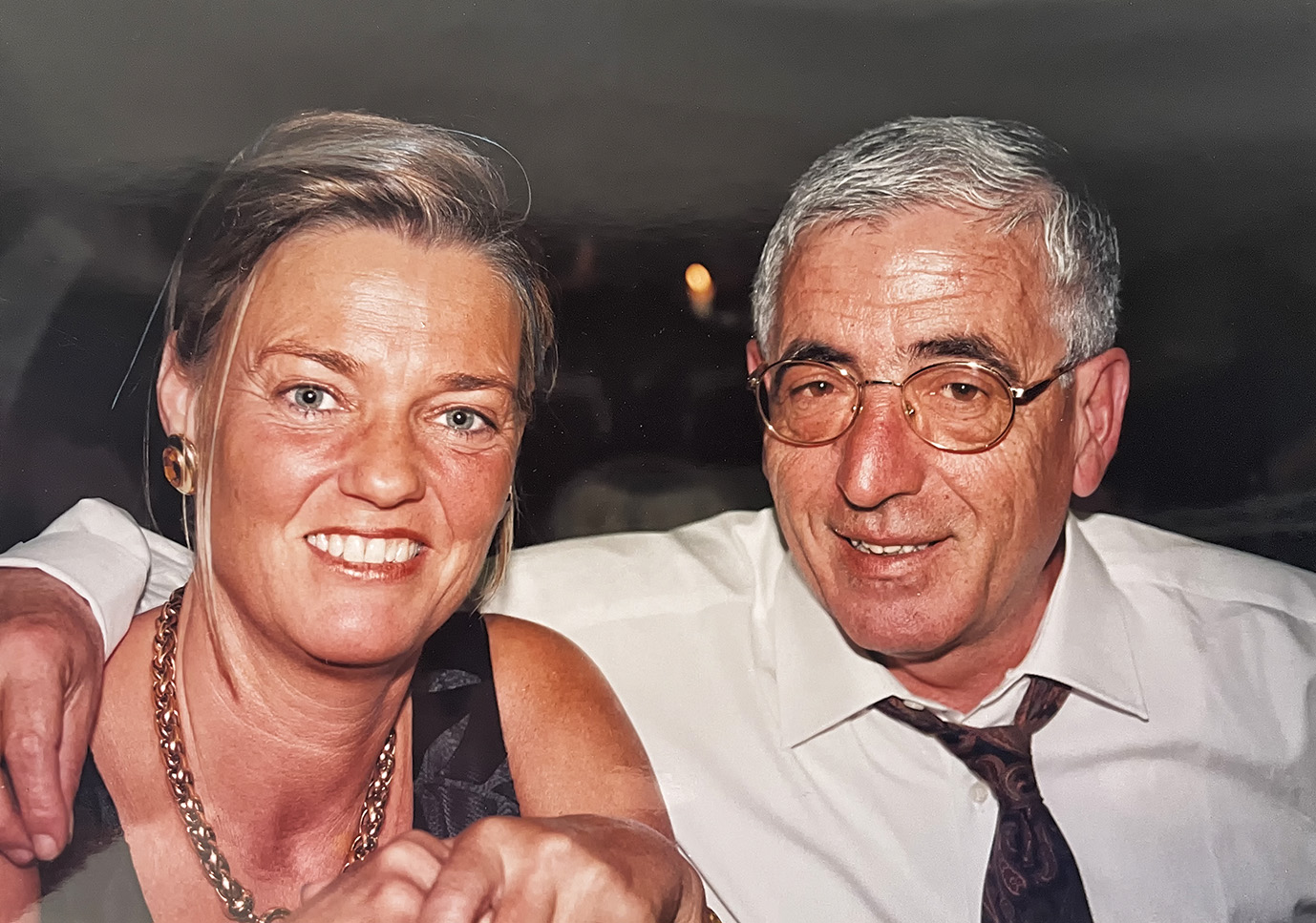
D. Francisco Lorente Mansilla (burgerlijke gouverneur van Tarragona) en zijn vrouw Ilonka

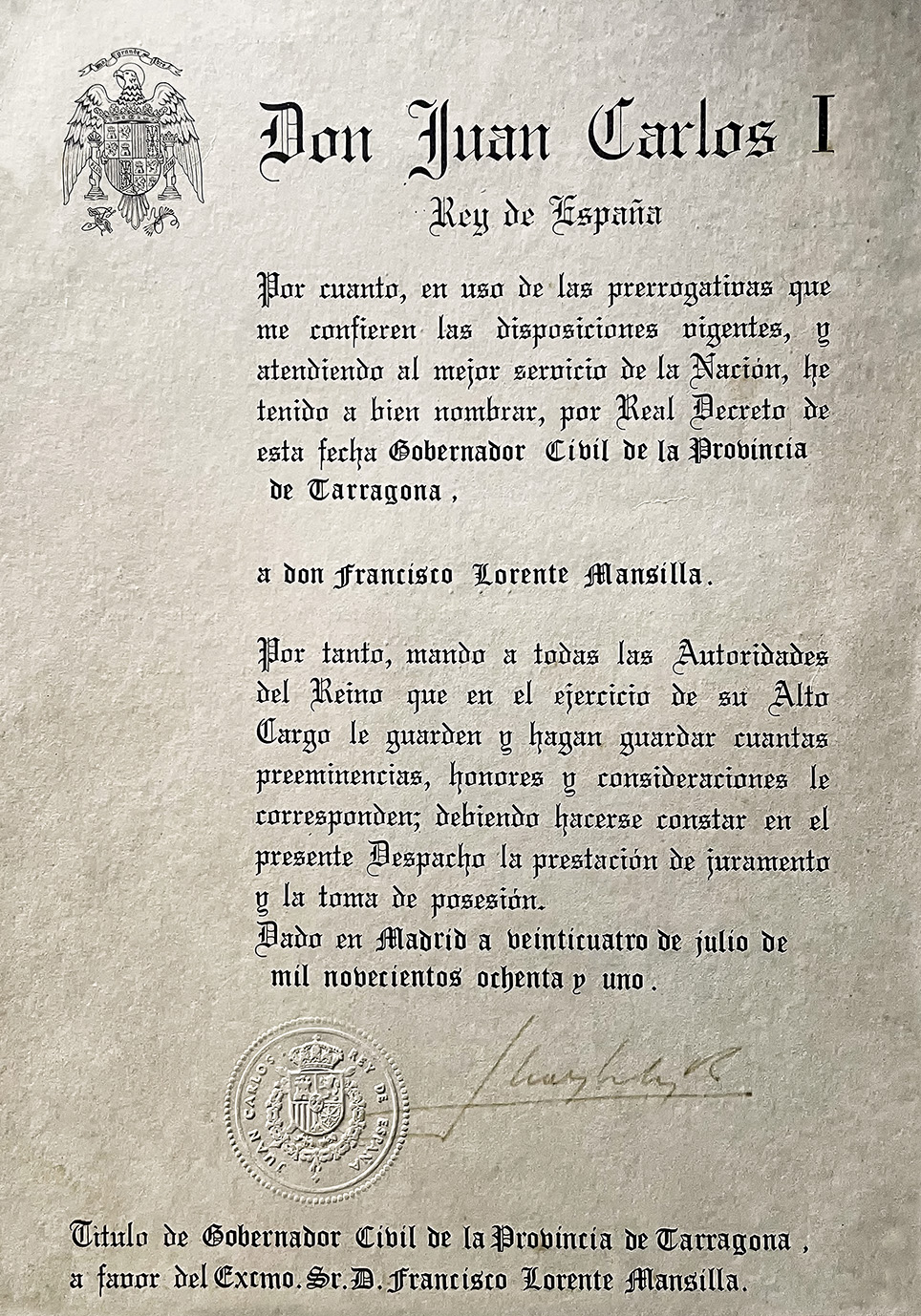
Benoeming tot Gobernador Civil van Tarragona van D. Francisco Lorente Mansilla

Eenmaal benoemd tot burgerlijk gouverneur, trad hij toe tot de UCD tot de ontbinding ervan als partij in 1983. Op 15 december 1982, die samenviel met de regeringswisseling en het aan de macht komen van Felipe González, werd hij in functie vervangen door Vicente Valero Costa .
Vrienden en collega's uit die tijd, zoals Josep Gomis i Martí (voorzitter van de provinciale raad van Tarragona ) omschrijven hem als "een persoon, vooral serieus en introvert in zijn werk, maar zeer hartelijk in de omgang met mensen". Dit joviale en hechte karakter met anderen, zijn roeping om de gemeenschap te dienen, zijn ernst en sereniteit in moeilijke tijden en zijn vermogen om te bemiddelen en problemen op te lossen, waren precies de meest herinnerde eigenschappen van Francisco.
Nadat hij zijn officiële functies had verlaten, vroeg hij verlof aan en wijdde hij zich aan het werk in de privésector, met name als arbeidsadviseur bij het beveiligingsbedrijf Protecsa . In de jaren 90 hervatte hij zijn werk als arbeidsinspecteur, gecombineerd met een leidinggevende functie in het verfbedrijf Mantenimientos 2000, maar zonder zijn levenslange hobby's te verwaarlozen: zijn boomgaard, domino en naar de bergen gaan om te eten, wandelen of paddenstoelen plukken.

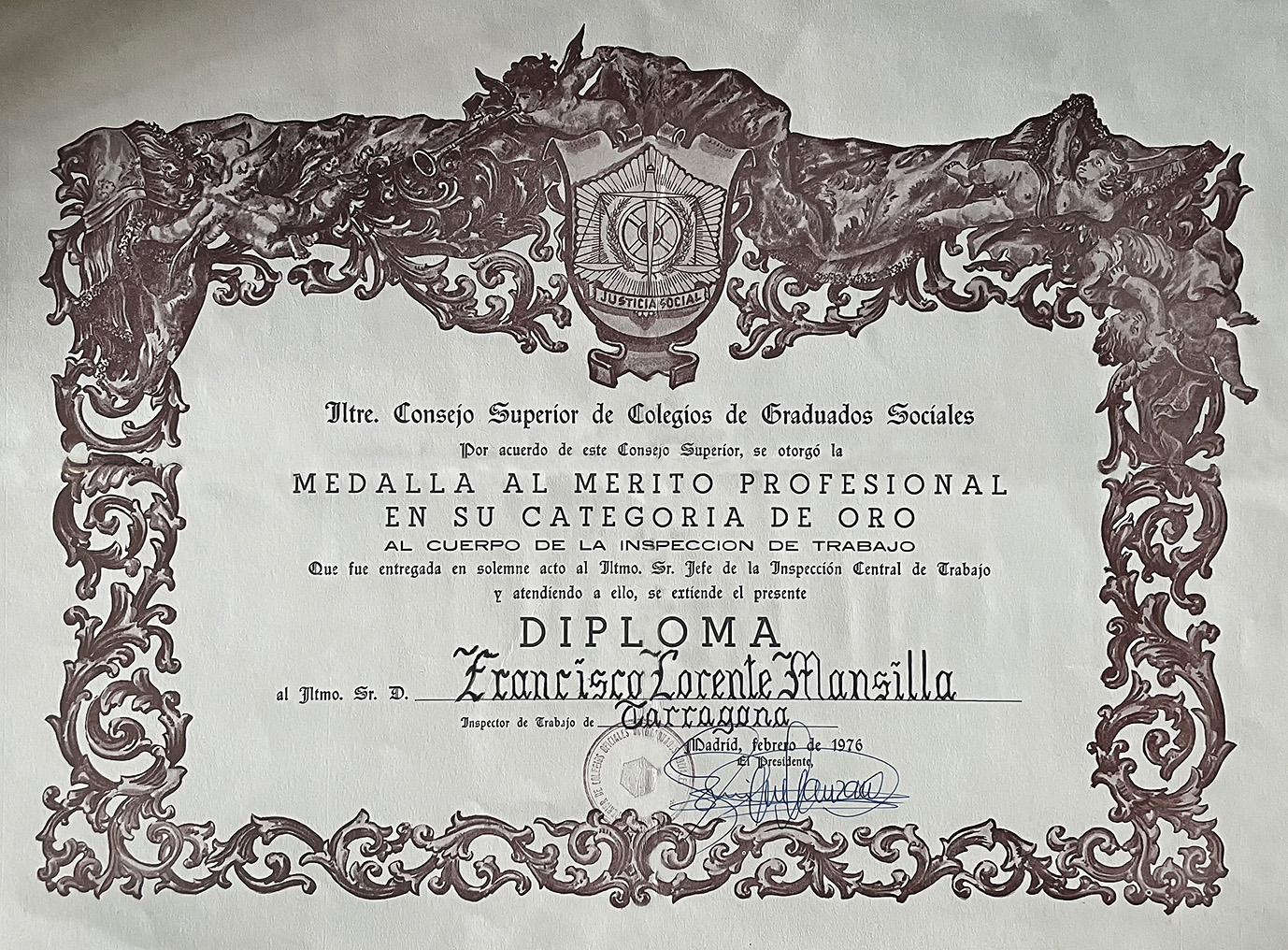
Gouden medaille voor Mérito Profesionalvan de heer Francisco Lorente Mansilla

Op 61-jarige leeftijd stierf hij onverwachts aan een hartaanval op 10 maart 2002 in zijn huis in Salou.